# 小薩利哈
49°52′15″N 26°51′25″E / 49.87083°N 26.85694°E
小薩利哈（烏克蘭語：Мала Салиха）是位於烏克蘭西部的村莊，由赫梅利尼茨基州裡赫梅利尼茨基區的安東尼尼市鎮負責管轄。該村面積0.34平方公里，海拔高度318米，2001年人口105，人口密度每平方公里310.7人。